# Багамские Острова на летних Олимпийских играх 1972
Багамские Острова принимали участие в Летних Олимпийских играх 1972 года в Мюнхене (ФРГ) в шестой раз за свою историю, но не завоевали ни одной медали. Сборную страны представляло 20 спортсменов, в том числе 19 мужчин и одна женщина (бегунья-спринтер Клодетт Пауэлл); они соревновались в 4 видах спорта:
- лёгкая атлетика
- бокс
- велоспорт
- парусный спорт.

Флаг Содружества Багамских островов на церемонии открытия Игр нёс самый молодой участник сборной — 19-летний спринтер Майк Сэндс. Самым старшим участником сборной был 54-летний яхтсмен Дарвард Ноулз, олимпийский чемпион 1964 года

## Результаты
Лучшим результатом багамской сборной на этих Играх стало 13 место яхтсменов Дарварда Ноулза и Монтегю Хиггса.

### Лёгкая атлетика
Мужчины
Женщины
Забеги проходили 1 и 2 сентября на мюнхенском Олимпийском стадионе.
| Спортсменка    | Соревнование | Отборочный тур | Отборочный тур | Четвертьфинал  | Четвертьфинал  | Полуфинал      | Полуфинал      | Финал          | Финал          |
| Спортсменка    | Соревнование | Время          | Место          | Время          | Место          | Время          | Место          | Время          | Место          |
| -------------- | ------------ | -------------- | -------------- | -------------- | -------------- | -------------- | -------------- | -------------- | -------------- |
| Клодетт Пауэлл | Бег на 100 м | 12.01          | 7              | не участвовала | не участвовала | не участвовала | не участвовала | не участвовала | не участвовала |

### Бокс
Соревнования по боксу прошли с 27 августа по 10 сентября в зале Олимпийского ледового спортивного центра в Мюнхене. Были разыграны 11 комплектов наград — 11 весовых категорий; в одной весовой категории от одной страны мог выступать только один спортсмен. Багамские спортсмены выступали в двух категориях: в лёгком весе (до 67 кг) и среднем весе (до 75 кг).
Мужчины
| Гарри Дэвис | до 67 кг | BYE                                              | Морис Хоуп (Великобритания) Проигрыш 0-5           | не участвовал | не участвовал | не участвовал |               |               |
| Нэт Ноулз   | до 75 кг | Фаустино Киналес (Венесуэла) W дисквалифицирован | Назиф Куран (Турция) Проигрыш технический нокаут-1 | не участвовал | не участвовал | не участвовал | не участвовал | не участвовал |

### Велоспорт
Два велогонщика представляли Багамы в 1972. Соревнования по трековым видам велоспорта проходили на велодроме «Радштадион».

### Трековый велоспорт
Гит с места, 1 км (мужчины)
| Спортсмен       | Время   | Место |
| --------------- | ------- | ----- |
| Лоренс Бернсайд | 1:20.31 | 30    |

Спринт (мужчины)
| Джеффри Бернсайд | Массимо Марино (Италия) Роджер Янг (США) Проигрыш | Педер Педерсен (Дания) Проигрыш | не вышел в финал | не вышел в финал | не вышел в финал | не вышел в финал | не вышел в финал | не вышел в финал | не вышел в финал |

### Парусный спорт
Соревнования проходили с 29 августа по 8 сентября 1972 года в портовом городе Киль на берегу Балтийского моря (в 900 км от Мюнхена). Проводились в Кильской бухте в шести дисциплинах, багамские спортсмены участвовали в трёх: «Солинг», «Дракон» и «Звёздный».
| Спортсмены                                  | Класс    | Гонка (регата) | Гонка (регата) | Гонка (регата) | Гонка (регата) | Гонка (регата)  | Гонка (регата) | Гонка (регата) | Очки  | Место в итоге |
| Спортсмены                                  | Класс    | 1              | 2              | 3              | 4              | 5               | 6              | 7              | Очки  | Место в итоге |
| ------------------------------------------- | -------- | -------------- | -------------- | -------------- | -------------- | --------------- | -------------- | -------------- | ----- | ------------- |
| Дарвард Ноулз Монтегю Роско Хиггс           | Звёздный | 12             | 2              | 10             | 12             | не финишировали | 16             | 14             | 97.0  | 13            |
| Бобби Симонетте Крейг Симонетте Пирси Ноулз | Солинг   | 23             | 22             | 24             | 15             | 23              | не стартовали  | н/д            | 137.0 | 25            |
| Годфри Келли Кристофер Маккинни Дэвид Келли | Дракон   | 23             | 17             | 18             | 12             | 15              | 5              | н/д            | 96.0  | 19            |